# 亀井秀綱
亀井 秀綱（かめい ひでつな）は、戦国時代の武将。出雲国の戦国大名尼子氏の家臣。

## 生涯
祖父亀井永綱の代に尼子氏に出仕。祖父と父亀井安綱は、月山富田城奪取戦に参加し、その功により、家老に任ぜられる。
安綱の子秀綱は、尼子経久に仕え、永正5年（1508年）に経久が大内義興の上洛に従った際にはこれに随行し、永正8年（1511年）の船岡山合戦に参加するなど、家老の一人として活動した。尼子家では亀井安綱の頃より、筆頭家老格であったとされる。
亀井家の家督相続後、安芸国の毛利氏が幼少の当主・毛利幸松丸の死後、大内氏寄りである毛利元就が当主となり、尼子氏からの離反の動きを見せると、大永4年（1524年）、元就の弟である相合元綱らを教唆しクーデターによる元就打倒を画策したが、智略に優れる元就が先手を打ち、この策略は失敗に終わっている。これにより元就が寝返ったとされる。また所領問題で不満を持つ経久の子の塩冶興久の説得に失敗し、謀反の原因を作ったともされる。なお、弟の亀井利綱は興久に味方して享禄5年/天文元年（1532年）に討死している。
晩年は経久の曾孫尼子義久の代まで仕えて第二次月山富田城の戦いに参加し、そこで杉原盛重に親子共に討たれ死亡（鳥取県境港市に墓所）したとも、毛利氏に投降したともいうが詳細は不明である。

### 最新の研究
最新の研究では、秀綱は寺社を統率する立場にあり、主君の代理として、出雲国内の宗教勢力（杵築大社・鰐淵寺）と密に書状をやり取りし、多くの寺院の創建や修繕に関わっている。そのため多くの書状が現存している。その現存する書状や棟札などを見ると、秀綱の活動が最後に確認できるのは享禄3年（1530年）の塩冶興久の乱に関連するものであり、それ以降の資料では亀井安綱の名前が出ており、この前後に家督が安綱に継承されたことが確認できる。一次史料によって確認できる秀綱の実質的な活動範囲はここまでであり、従来通説とされてきた永禄年間頃の活動は、その後継者によって行われたと推測されている。

## 関連作品
- 『毛利元就』（1997年、NHK大河ドラマ、演：河原さぶ）